# Диброва (Полесский район)
Диброва (укр. Діброва) — село, входившее в Вышгородский район Киевской области Украины. Исключено из учётных данных в 1999 году.

## История
19 июля 1935 года постановлением Президиума ЦИК УССР Хабновський район Киевской области переименован в Кагановицький район, а село Кабаны Хабновского района было переименовано в село Кагановичи.
19 октября 1957 года принято решение исполнительного комитета Киевского областного совета депутатов трудящихся № 761 «О переименования отдельных населённых пунктов Киевской области» согласно которому село Кагановичи Вторые переименовано в село Диброва.

## Уроженцы
В селе Кабаны родился Каганович Лазарь Моисеевич.